# Moto Guzzi Airone
L'Airone è una motocicletta Moto Guzzi in produzione tra il 1939 ed il 1957.

## Descrizione
Presentata a fine 1939 come erede della P.E. 250, la nuova quarto di litro mandellese era dotata di cambio a quattro rapporti (contro i tre dell'antenata) e motore portato a 246 cm³ (9,5 CV di potenza massima, 95 km/h). Inizialmente dotata di telaio in tubi, poco dopo la commercializzazione questo fu rimpiazzato da uno realizzato in lamiera stampata, più economico da produrre.
Rimessa in produzione nel 1945, dopo la seconda guerra mondiale, nel 1947 fu aggiornata nelle sospensioni con l'adozione di una forcella telescopica ideata da Carlo Guzzi in persona e di una coppia di ammortizzatori idraulici posteriori, mentre a fine 1948 fu introdotta una testata in alluminio con organi della distribuzione racchiusi.
Nel 1949 fu commercializzato l'Airone Sport, con motore potenziato a 13,5 CV (120 km/h di velocità massima) grazie ad un nuovo albero a camme, un carburatore Dell'Orto SS 25 e una camera di scoppio più raccolta. Rivista anche la ciclistica, con la parte posteriore del telaio in tubi, freni a tamburo in alluminio di diametro maggiorato, parafanghi di disegno alleggerito e ammortizzatori posteriori a compasso regolabili. Dal 1951 telaio, sospensioni posteriori e freni dello Sport furono utilizzati anche sulla versione turistica.
Nel 1954 fu introdotta una nuova marmitta, più silenziosa della precedente: le prestazioni dello Sport ne risentirono, scendendo a 12 CV e 110 km/h. Nel 1956 lo Sport uscì di produzione, mentre restò a listino ancora un anno (soprattutto per le forniture militari, per le quali la Moto Guzzi aveva approntato nel 1952 una versione ad hoc dell'Airone) la versione Turismo.